# 信夫山
信夫山（しのぶやま）は福島県福島市の中心市街地北部にある山である。標高275m。

## 概要
福島市街を一望でき春には大勢の花見客で賑わう福島市のシンボル的存在である。外周は1周7キロメートル（km）で皇居（外苑も含む）と同じ大きさ。うつくしま百名山に選定されている。公園内では飲食が可能なため福島市内では人気の名所。古代には岑越（みねこし）山と呼ばれた。
登山のルート次第では険しい経路もあるなど登山趣味の入口として親しまれ、近隣小学校の遠足で用いられる山である。
山岳信仰として神社仏閣スポットでもある。岩谷観音、黒沼神社、福島県護国神社や出羽三山の分社（羽黒山神社・月山神社・湯殿山神社）がある。また大円寺や市が管理する墓地が存在、福島市を代表する墓所地帯としての性格も兼ねている。

### 信夫三山
東から熊野山、羽黒山、羽山の三峰で構成され、これらを合わせて信夫三山と呼ばれることもある。それぞれの山の名前からもわかるように山岳信仰と密接に結びついており、熊野山には湯殿神社、羽黒山には羽黒神社、羽山には月山神社の出羽三山が勧請され祀られている。
国道13号の信夫山トンネル、東北新幹線の信夫山トンネルはともに羽山の下を貫いている。

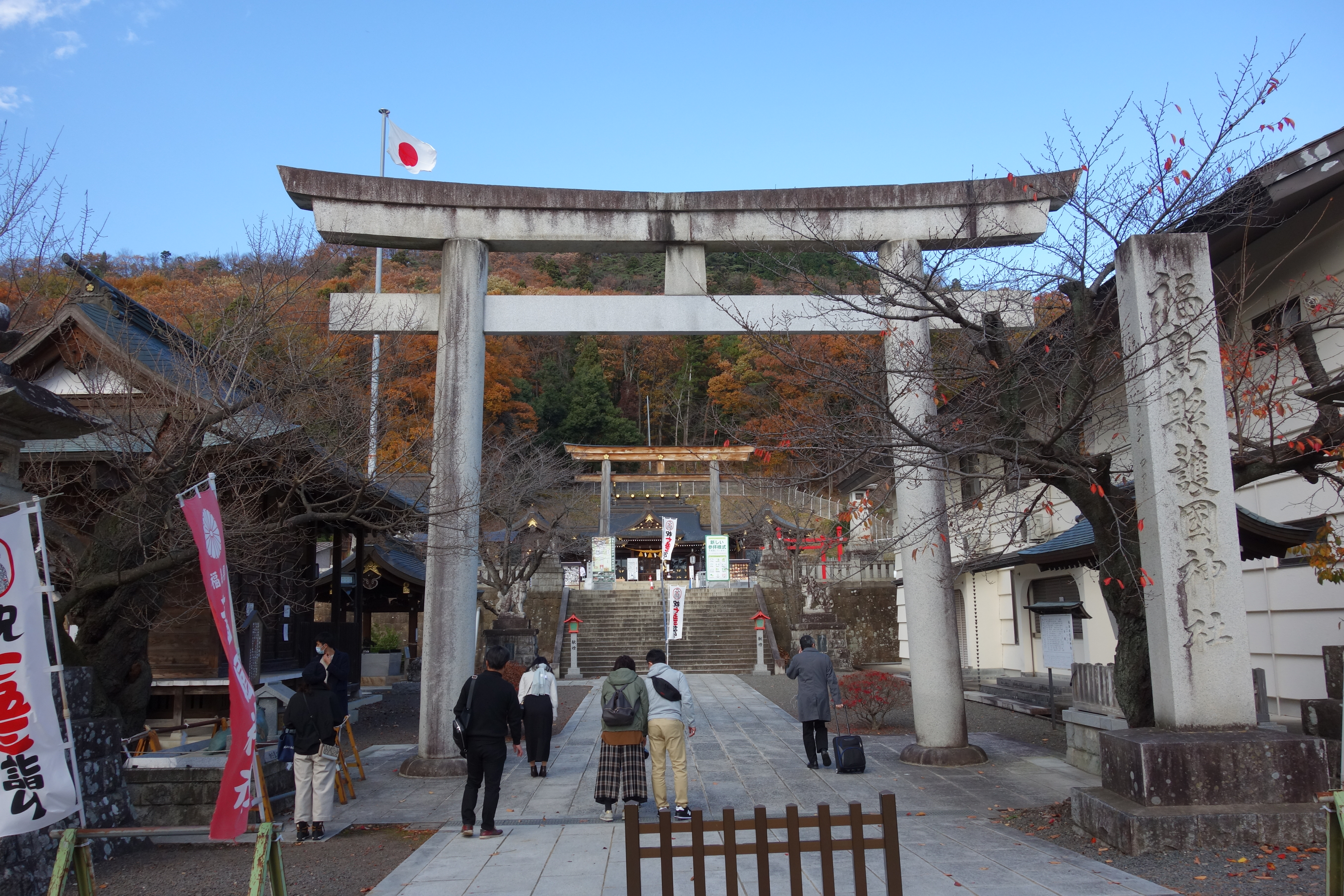
福島県護国神社
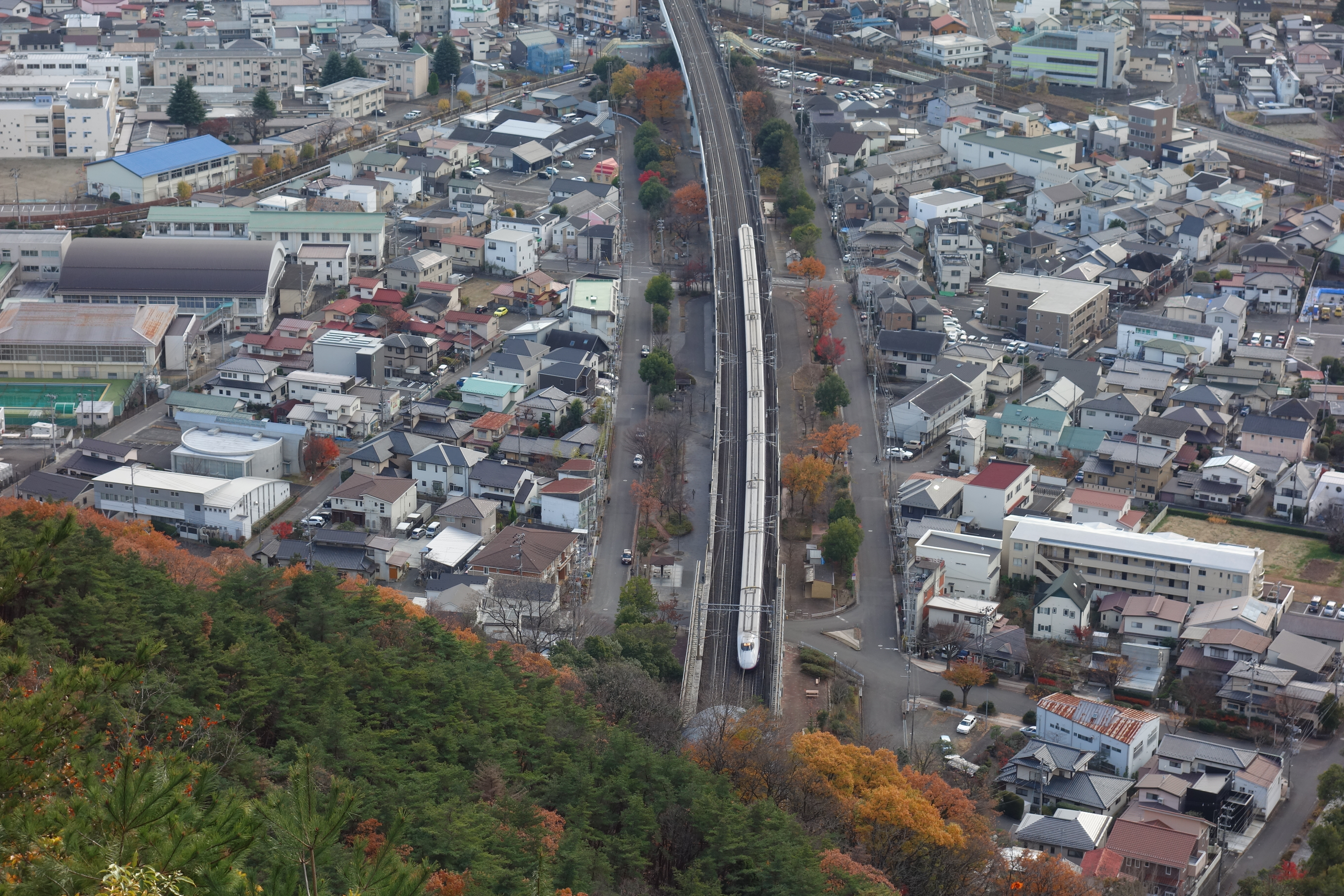
烏ヶ崎展望デッキからの眺望（北上する東北新幹線）
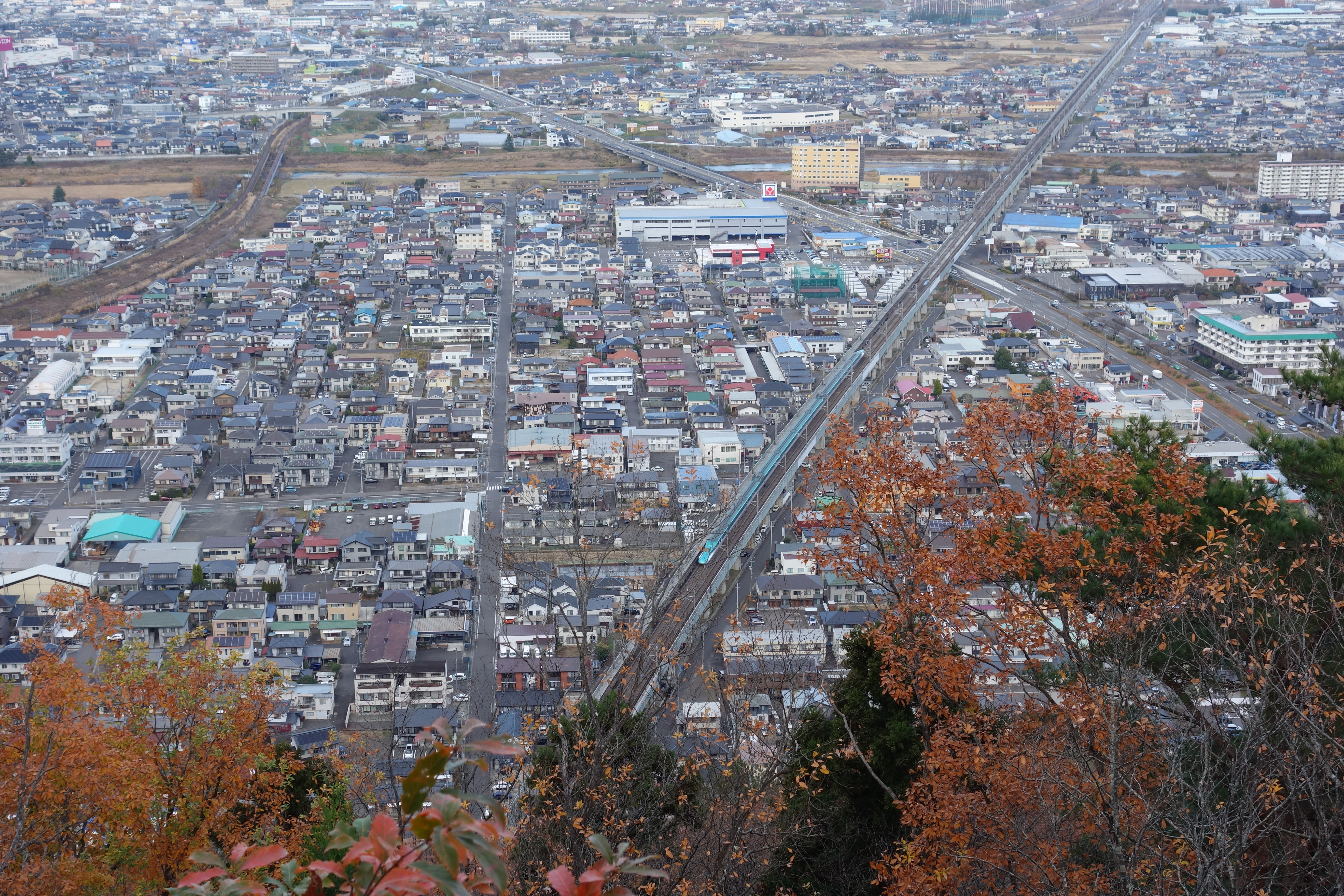
信夫山山頂からの眺望（南下する東北新幹線）

### 日本一の大わらじ奉納先

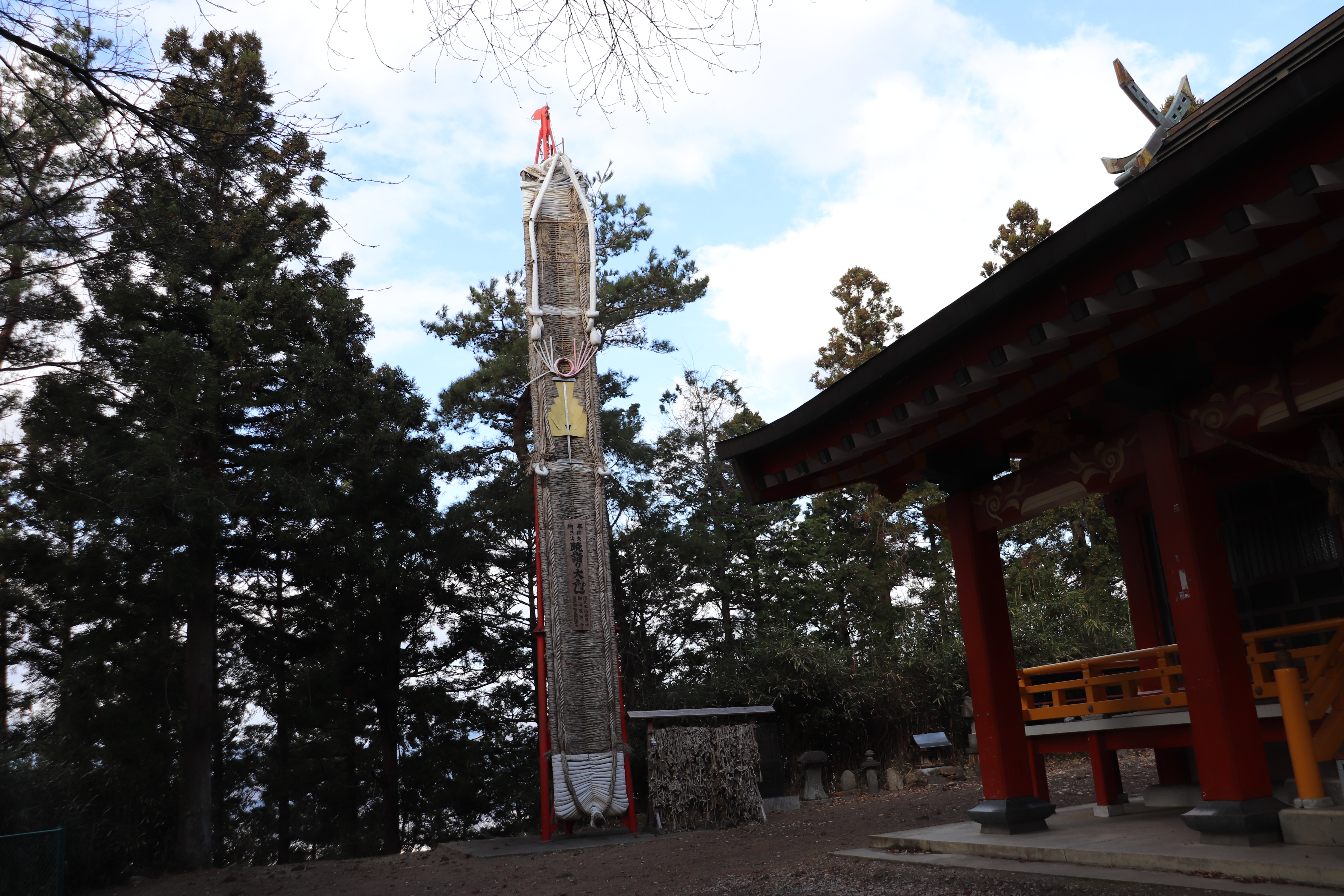
大わらじ

羽黒神社にそびえ立つ長さ12メートルの大わらじは毎年2月に行われる「信夫三山暁参り」で奉納される。毎年8月にも大わらじの奉納が行われ、1970年から夏祭り「福島わらじまつり」として市民の間に定着している。

### 信夫山公園

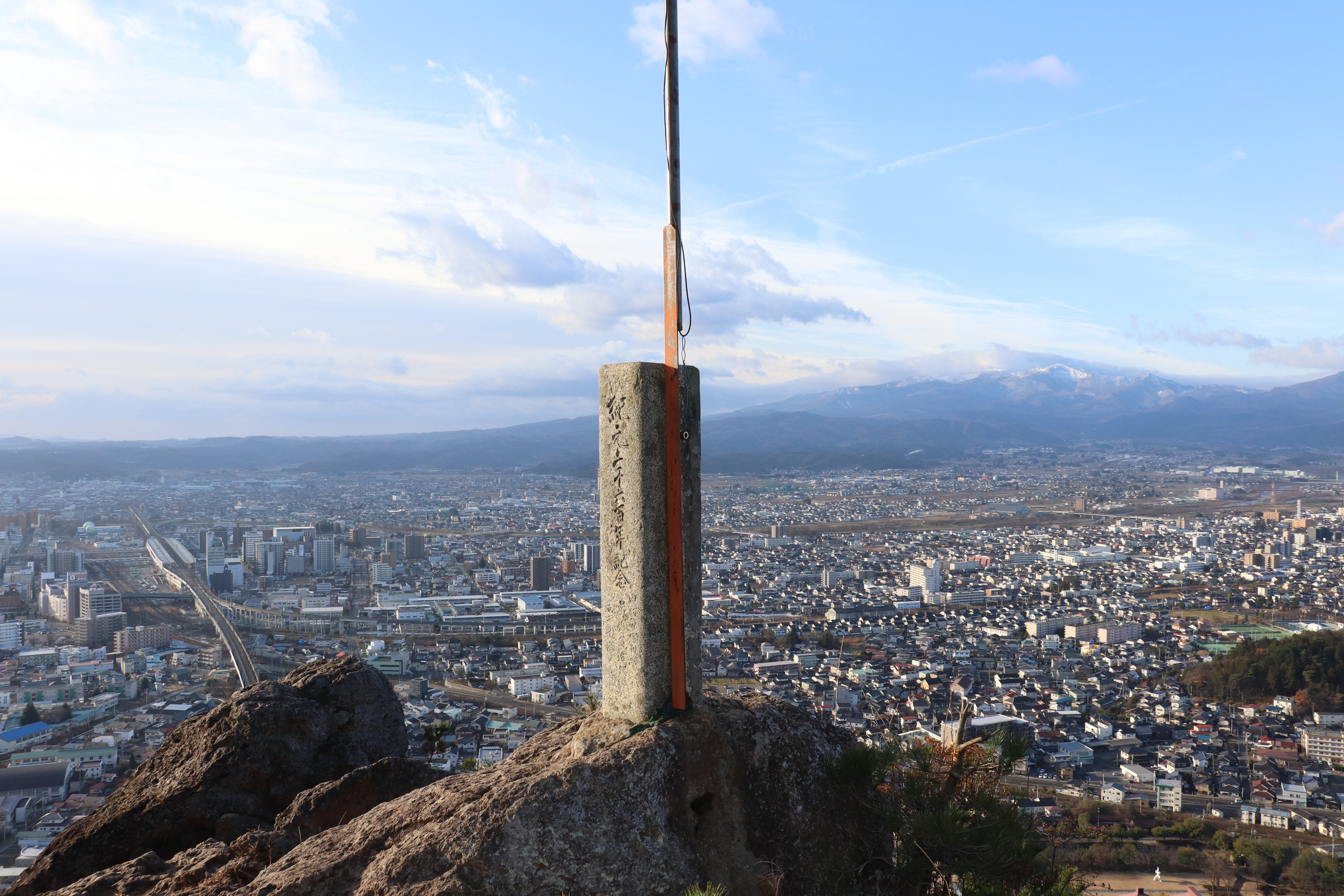
鳥ヶ崎展望台

1874年に政府が認可した公園で、東京の上野恩賜公園と同じ時期に認定された全国的にも由緒ある公園。1899年、初代福島町長鐸木三郎兵衛たちの指示で1万本の桜を植え、福島市の桜の名所になった。

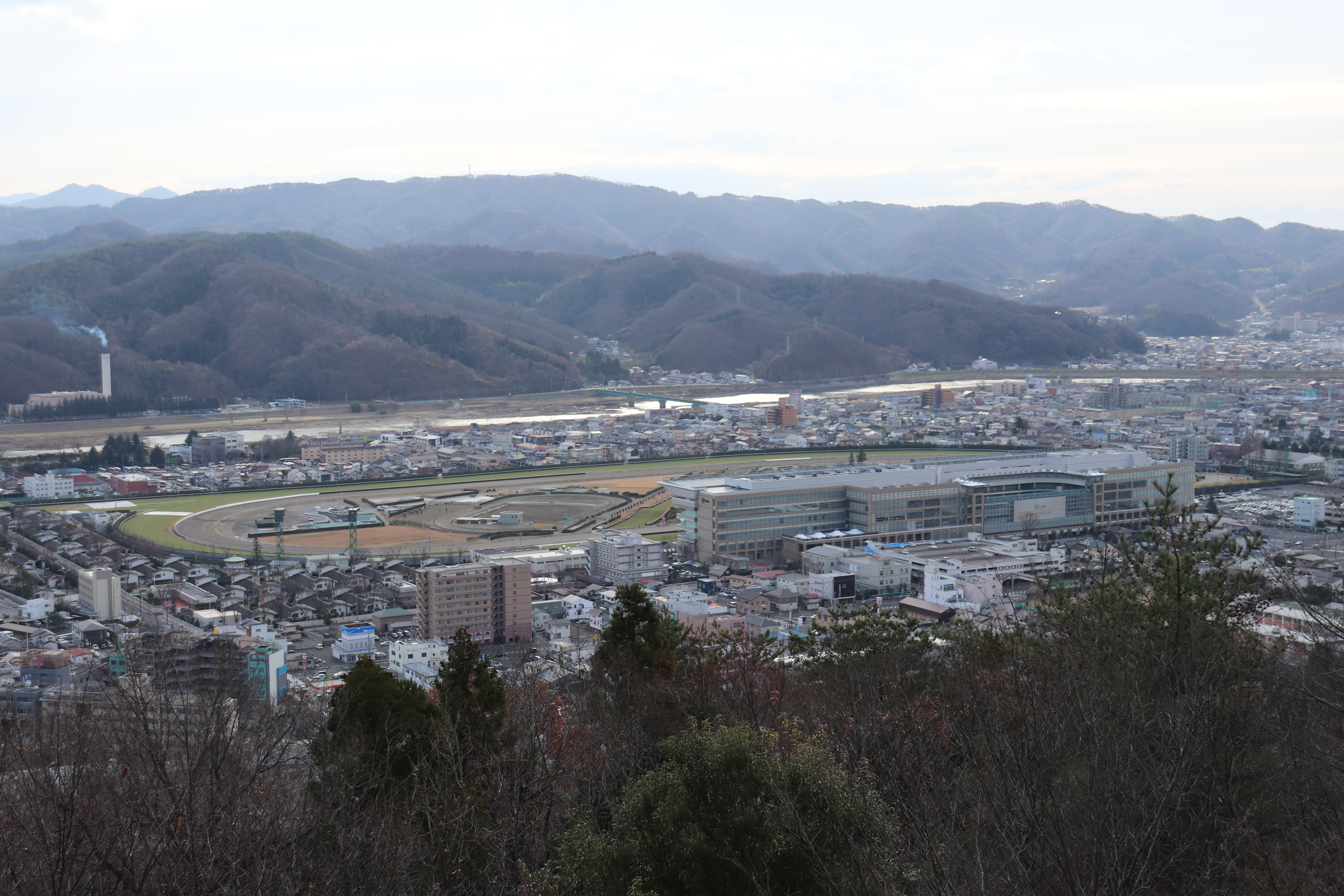
第二展望台から臨む福島競馬場 (南東方向へ約1 km)

信夫山一帯は公園として整備されており、南側斜面には福島市街地に向け第1展望台、さらにその上側に第2展望台、西側には烏ヶ崎という山頂があり、近年整備が行われウッドデッキの展望台が設けられている。信夫山トンネルに程近い護国神社周辺には花見の名所として有名な広場や大噴水、各種遊具が整備された駒山公園が、第2展望台周辺には大型遊具やウォールクライミング場がある。
福島地方気象台が桜開花の基準となるソメイヨシノの標本木とは信夫山に自生するもので、そのほかに複数種類の標本木が信夫山に自生するものである。

### 信夫山ガイドセンター
2016年4月18日に信夫山第二展望台に設置された情報展示室および展望休憩スペースである。
- 住所 -  福島県福島市御山字甘粕17番地
- 時間 - 10:00 - 17:00（シーズンにより変動あり）定休日は毎週水曜

### 福島の名前の由来となった山
一説には福島の名付け親とされる木村吉清が福島市南西部の高台に位置する大森城から福島市中部の低地に位置する福島城に入城する際、大森城の高台から福島盆地を見おろし、風が吹く霧がかった盆地の中心に島（信夫山）が浮かんでいるように見える情景から、風が吹く島（吹島）とし、「吹」を縁起のいい「福」の当て「福島」と命名したとされている。
現在も福島盆地は時より「おろし」という強い風が吹く場所で知られており、早朝など霧が発生する時に国道4号及び国道115号など高い位置から福島盆地を眺めると霧の中から信夫山の頂上部だけをのぞかせることがある。

### となりのトトロ「さんぽ」のモデル
スタジオジブリ「となりのトトロ」での主題曲"さんぽ"の作詞家、中川李枝子によると、小さい頃に友達と阿武隈川や信夫山で遊びまわっていた経験があり、その山を歩いたイメージで作ったと語っている。

### 地下工場
第二次世界大戦末期、群馬県にあった中島飛行機武蔵野工場が福島に疎開し、信夫山西部に地下工場を建設した。1945年3月より地下工場の建設と並行して航空機エンジンの生産を開始したが、わずか7台を生産しただけで敗戦を迎えた。計画では5,000坪におよび地下工場となるはずで、群馬県からは労働者として朝鮮人が多数連れてこられた[要出典]。戦後、学生が坑道内に入って事故を起こすなどの問題があったため、現在は坑道入り口をコンクリートで封鎖している。

### 都市計画道路
信夫山周辺に計画されている道路。混雑する福島市街地を避け交通改善が期待されている。2路線ともに全線開通には数十年と長期間を有するとされ開通時期は未定である。
都市計画道路太平寺岡部線（信夫山内周道路、内信通り）
福島市街地から見て信夫山の内周り（南側）を走る放射線。県立福島高校や福島駅西口、市立岳陽中学校などを経由する。
都市計画道路方木田茶屋下線（信夫山外周道路、外信通り）
福島市街地から見て信夫山の外周り（北側）を走る放射線。松川橋南詰や森合運動公園、上八木田橋などを経由する。

## 送信施設

### FMラジオ
- 当山にはコミュニティ放送局である福島コミュニティ放送の送信所も置かれている。

| 放送局名                           | コールサイン | 周波数  | 空中線 電力 | 実効 輻射 電力 | 放送対象地域         | 放送区域内 世帯数 | 開局日         |
| ---------------------------------- | ------------ | ------- | ----------- | -------------- | -------------------- | ----------------- | -------------- |
| 福島コミュニティ放送 愛称｢FM-POCO｣ | JOZZ2AC-FM   | 76.2MHz | 20W         | 18W            | 福島市と一部周辺地域 | 約-世帯           | 1996年 8月31日 |

## 信夫山（地区）
信夫山は福島市内においては山周辺の地域名としても機能しており、市内中央地域の一部の総称、信夫山地区となっている。
大平山（おおひらやま）、狩野（かりの）、 狐塚（狐塚）、 狐塚畑（きつねづかはた）
狐山（きつねやま）、小金山（こがねやま）、駒山（こまやま）、 山居上（さんきょうえ）
清水山（しみずやま）、 下狐塚（しもきつねづか）、 太子堂（たいしどう）、 大明神（だいみょうじん）
鴇頭森（ときとうもり）、所窪（ところくぼ）、堂殿（どうでん）、 南平（なんぺい）、 西養山（にしようざん）
旧小山荒井村および旧森合村の一部の字名にあたる。